# CASA

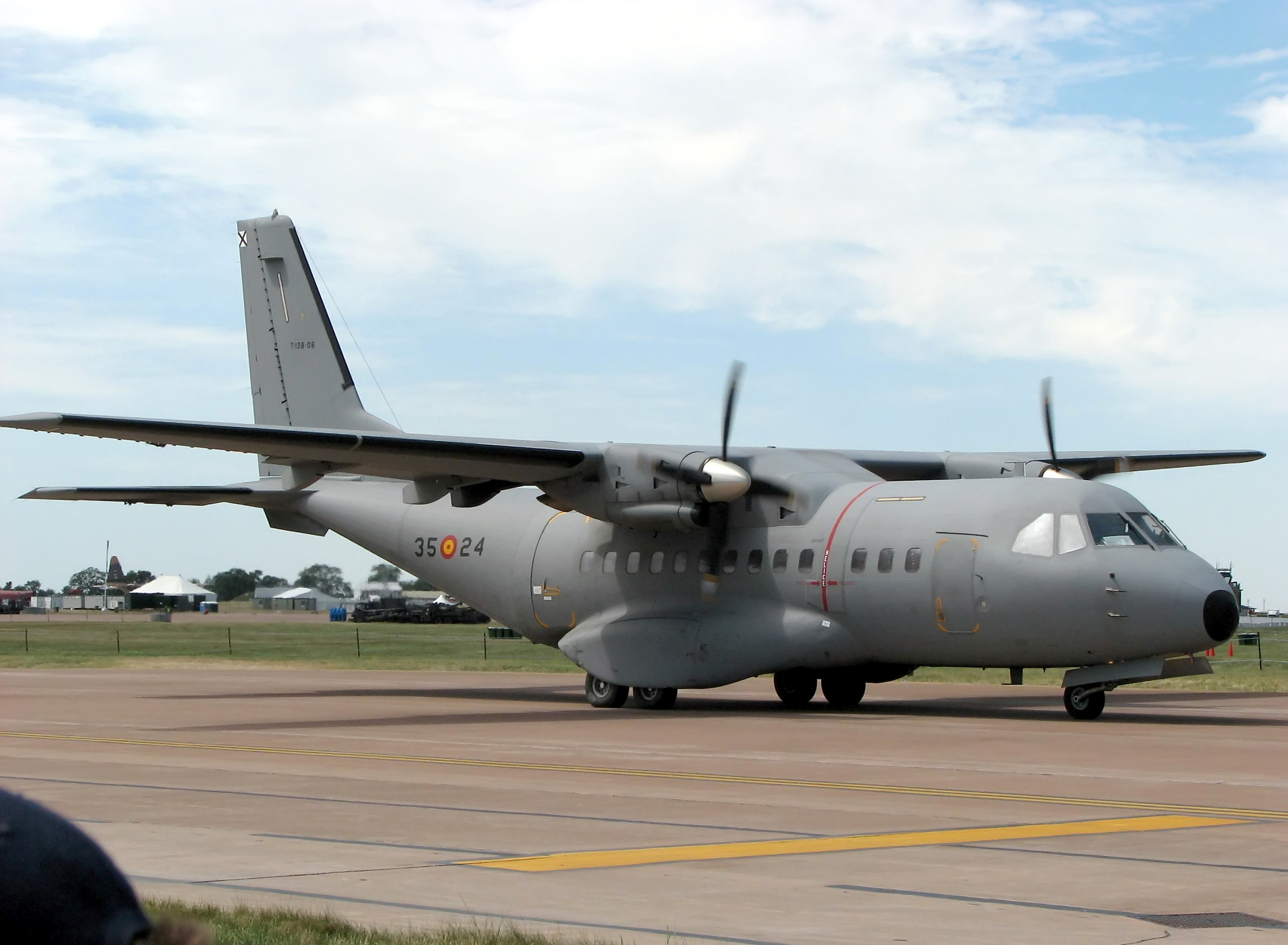
Transportní letoun CASA CN-235 španělského letectva

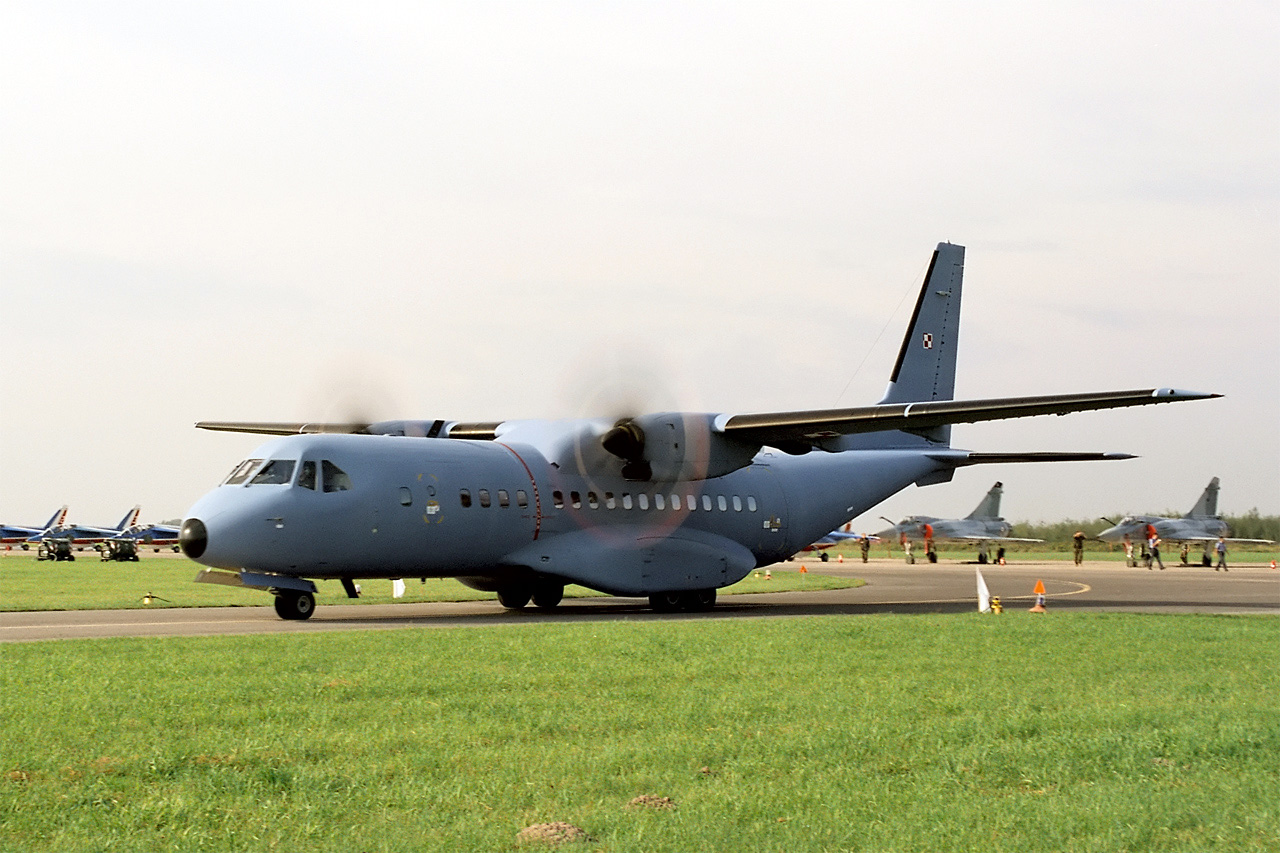
Transportní letoun CASA C-295 polského letectva

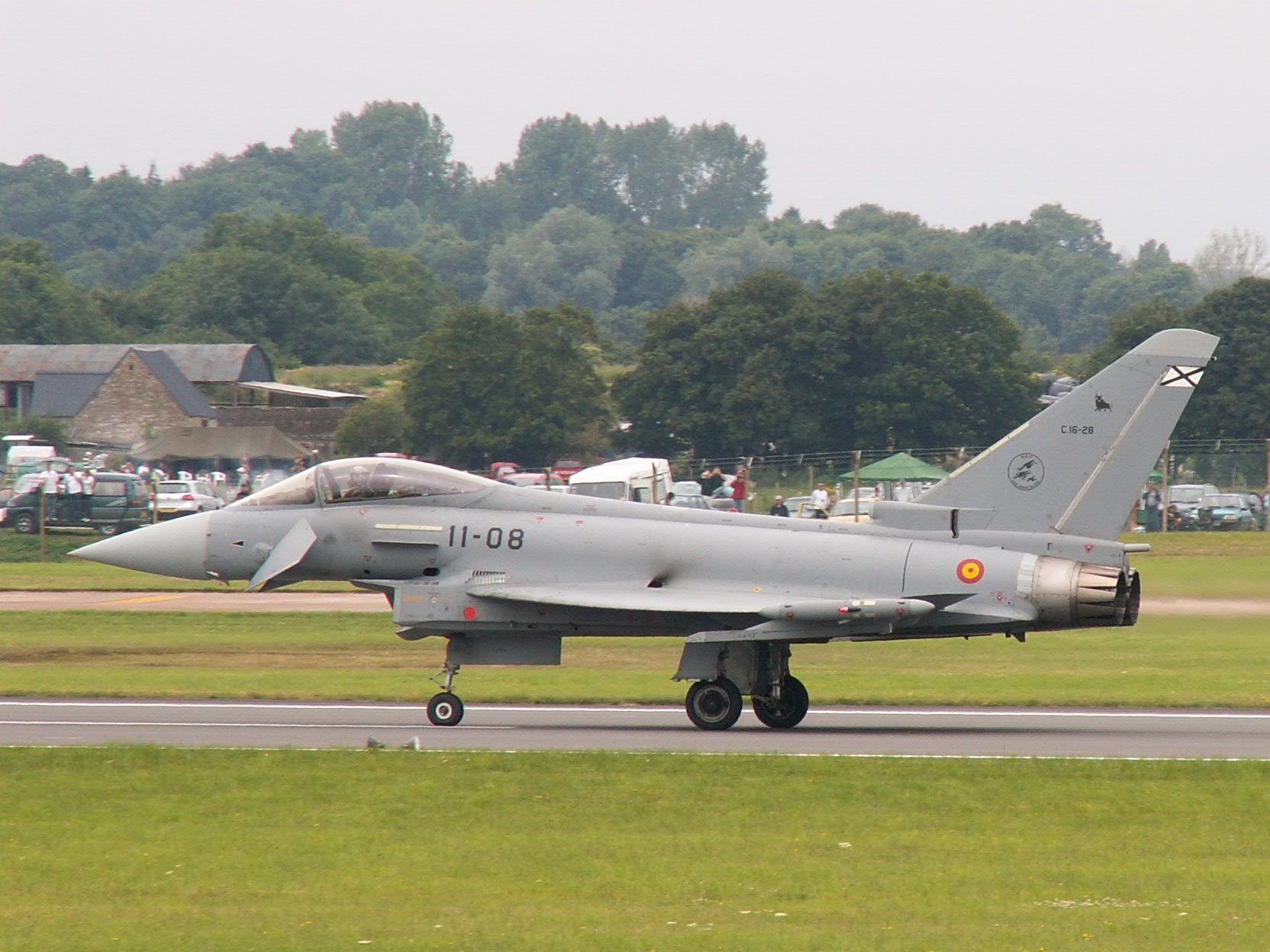
Eurofighter Typhoon vyroben ve Španělsku EADS-CASA pro španělské letectvo

Construcciones Aeronáuticas, S.A. (CASA) je španělský letecký výrobce, který je v současnosti součástí firmy EADS.

## Historie
Firmu CASA založil v březnu 1923 v Seville José Ortiz de Echagüe. V následujícím roce byla otevřena první továrna v Getafe. Nejdříve se zde vyráběly dvouplošníky Breguet XIX podle francouzské licence, kterých bylo vyprodukováno přes 400 kusů. Později výroba přešla na hydroplány Dornier Wal, bombardovací Martin 139W a Vickers Vildebeest, transportní Junkers Ju 52/3m, Gotha Go 145 a Bücker Bü 133. To již měla společnost závody ve městech Cádiz, Sevilla a Madrid.
V roce 1929 firma postavila první letoun vlastní konstrukce, typ CASA I. 2. července 1929 poprvé vzlétl lehký dvousedadlový hornoplošník CASA III, který byl mj. osazen i československým motorem Walter Venus o výkonu 88 kW. V roce 1940 firma začala se stavbou licenčních bombardérů Heinkel He 111. V roce 1943 zakoupila španělská vláda 33% firmy (v roce 1992 už stát vlastnil 99,28%).
Po II. světové válce začala firma CASA vyrábět dopravní letouny vlastní konstrukce. V roce 1949 CASA 201 Alcotán pro 10 cestujících, v roce 1952 CASA 202 Halcón pro 14 pasažérů a v roce 1955 největší CASA 207 Azor pro 36 cestujících; vše dvoumotorové typy. V poválečném období společnost vyráběla také karoserie vagónů a součásti automobilů. Vzniklo zde i několik dalších licenčních typů, např. 50 kusů letounu Dornier Do 27 a Bücker Bü 131 v počtu 550 strojů.
V roce 1957 získala CASA kontrakt na údržbu a opravy stíhacích letounů North American F-100 (údržbu firma prováděla i u španělských cvičných letounů Lockheed T-33). V roce 1965 podepsal americký výrobce Northrop s firmou CASA smlouvu na licenční výrobu 70 strojů Northrop F-5. Španělská CASA tak z USA získala nejmodernější stroje a technologie a podařilo se jí tak překlenout zaostalé metody, které činily ztrátu 15 let za evropským vývojem.
Výsledkem byly i dvě vlastní konstrukce, proudový cvičný letoun CASA C-101 Aviojet a víceúčelový hornoplošník CASA C-212 Aviocar. Navíc se konstruktéři z Madridu podíleli na návrhu německého proudového obchodního letounu HFB 320 Hansa.
V roce 1972 CASA převzala firmu Hispano Aviación a ve stejném roce se sama stala součástí konsorcia Airbus. V 80. letech 20. století měla společnost CASA již šest závodů v Getafe, Seville, Ajalviru, Cádizu, San Pablu a Madridu.
Firma CASA se podílela také na výrobě jednotlivých dílů pro letouny Airbus, Dassault Falcon, Mirage F1, Dassault Mercure, Canadair CL-215, Boeing 727, Boeing 757 a McDonnell Douglas DC-10. Její kosmické oddělení spolupracovalo na řešení nosných raket i družic programů Ariane, Exosat, Sirio a Intasat.
V roce 1999 se CASA stala, společně s firmami Aérospatiale-Matra, Dornier Flugzeugwerke a DASA, součástí koncernu EADS (European Aeronautic Defence and Space Company), přičemž tato španělská pobočka nese označení EADS-CASA.

## Letouny

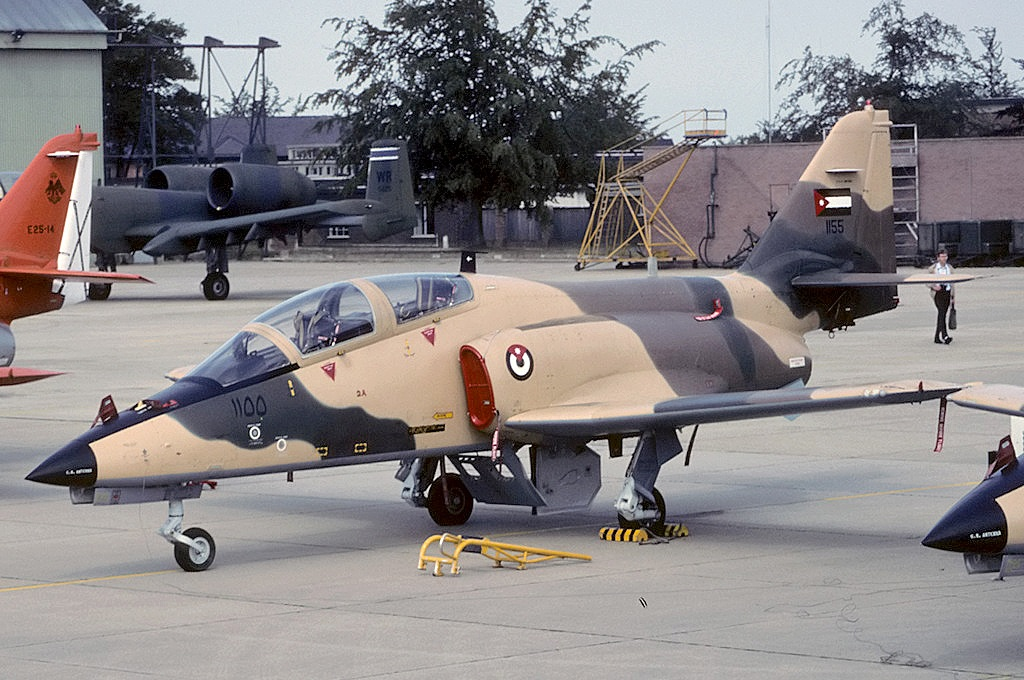
CASA C-101CC Aviojet, Jordánské královské letectvo (JAF)

- CASA 352 - licenční výroba letounu Junkers Ju 52
- CASA 2.111 - licenční výroba letounu Heinkel He 111
- CASA 1.131 Jungmann - licenční verze letounu Bücker Bü 131
- CASA 1.133 Jungmeister - licenční verze letounu Bücker Bü 133
- CASA C-201 Alcotán - transportní letoun
- CASA C-202 Halcón - transportní letoun
- CASA C-207 Azor - transportní letoun
- CASA C.127 - licenční verze letounu Dornier Do 27
- CASA SF-5A - licenční výroba typu Northrop F-5 Freedom Fighter
- CASA C-223 Flamingo - licenční výroba cvičného letoun MBB 223 Flamingo
- CASA C-101 Aviojet - proudový cvičný letoun
- CASA C-212 Aviocar - transportní letoun
- CASA CN-235 - transportní letoun
- CASA C-295 - transportní letoun